# Numericable
Numericable désigne le principal câblo-opérateur de télévision et fournisseur d'accès à Internet par câble en France métropolitaine jusqu'en 2014. L'entreprise est née en juillet 2007, de la fusion des réseaux historiques concurrents Noos et NC Numericable. En 2014, Numericable fusionne avec SFR pour former le groupe Altice France.
En 2009, le câblo-opérateur subit brutalement l'effet pourtant attendu de la multiplication des chaînes gratuites de la TNT, du satellite et surtout des offres IPTV
Une étude publiée initialement en 2003 mise à jour en 2018 dévoile la complexité de la concurrence IPTV en France pour la télévision par câble et la complexité de son modèle économique.
Le 19 septembre 2013, Numericable lance un processus d'introduction en bourse sur le marché réglementé du NYSE Euronext à Paris, notamment pour améliorer ses comptes et réduire sa dette de 2,3 milliards d'euros en 2013. L’introduction à la Bourse de Paris se produit le 8 novembre 2013 ; l’opération valorise l'entreprise à 3,5 milliards d'euros. Le 7 janvier 2014, la société Numericable est fusionnée avec la société NC Numéricable. Le 22 janvier 2014, la société Numericable est radiée du registre du commerce. L'année 2014 marque aussi celle de l'acquisition, puis de la fusion avec SFR. Le 7 novembre 2015, SFR annonce que les clients Numericable sont réorientés vers les offres SFR. En avril 2016, Numericable devient SFR Fibre SAS. Le 27 mars 2018, la société NC Numericable est renommée SFR Fibre SAS inscrite au registre du commerce sous le numéro 400 461 950.
En 2024 le groupe SFR annonce abandonner définitivement l'exploitation des réseaux câblés à compter de décembre 2025. Dès lors, les infrastructures utilisant les câbles coaxiaux sont démantelés et les clients sont invités à s'abonner à d'autres types de réseaux : xDSL, fibre optique FTTH ou encore Internet par satellite.

## Secteur d'activité
Bénéficiant d'un réseau de télédistribution national, l'opérateur commercialise des offres et services de télévision payante, son métier historique et devient également au cours de la décennie 2000, fournisseur d'accès à Internet, de services multimédias et de téléphonie.
Depuis mai 2011, comme opérateur virtuel, Numericable commercialise sa propre offre spécifique de téléphonie mobile (MVNO).
L'opérateur concurrent Bouygues Telecom exploite les réseaux câblés de Numericable, en tant que marque blanche. Toutefois, en octobre 2013, s'estimant lésé dans le cadre de cet accord commercial, Bouygues Télécom réclame à Numericable, la somme de 53 millions d'euros au titre de dommages et intérêts pour compenser ses « défaillances » dans l'exécution du contrat et du préjudice d'image subi.

## Contexte historique

### Le plan câble
Depuis la Deuxième Guerre mondiale et jusqu'à l'arrivée de la gauche au gouvernement en mai 1981, les pouvoirs publics n'ont pas souhaité ouvrir au secteur privé la diffusion et la distribution des programmes audiovisuels sur le territoire français, conformément au principe du « monopole d'État ». À la fin des années 1970, l'offre de télédistribution se cantonne alors à un « service antenne » très localisé dans des ensembles immobiliers ou résidences, pour relayer principalement les signaux des télévisions publiques. Il faut attendre l'arrivée de François Mitterrand au pouvoir pour que le développement des réseaux câblés voie le jour, sur un plan national.
À partir de l'année 1982, conformément à la volonté des pouvoirs publics, un « plan câble » est entrepris. Il vise un million de foyers raccordés en 5 ans et devra exploiter pour son réseau, les technologies les plus avancées parmi lesquelles la fibre optique ainsi que le successeur du standard vidéo SÉCAM. Un dispositif d'économie mixte (public / privé) est alors mis en place, devant permettre à des opérateurs privés d'exploiter commercialement les réseaux établis par la direction des télécommunications (futur France Télécom).
Parmi les principaux opérateurs privés, on compte La Générale des eaux (future Vivendi) et Lyonnaise des eaux (groupe Suez). La réglementation française permet à ces sociétés privées de bénéficier du régime très favorable des « concessions ». Sur ce principe, une société se voit attribuer, souvent pour une très longue période pouvant aller jusqu'à 99 ans, le monopole de fait de la télédistribution communale. Les municipalités décident alors le plus souvent, selon certaines considérations et critères politiques, l'attribution de cette concession à tel ou tel opérateur. Généralement, lorsqu'une ville a concédé la distribution de l'eau à un groupe (Générale des eaux, Lyonnaise des eaux), sa filiale spécialisée dans le câble (CGE, Lyonnaise Câble) bénéficie du marché.
Cette méthode d'attribution permet alors le financement de tous les partis politiques, jusqu'à ce que de nouvelles lois entrent en vigueur à partir de 1995 . Dans d'autres localités, moins peuplées, la Direction des Télécommunications (future France Télécom) ou encore TéléDiffusion de France (TDF) interviennent pour proposer un réseau communal. Alors que l'exploitation commerciale a été majoritairement concédée à des sociétés privées, l'installation des réseaux câblés en France est intégralement prise en charge par les finances publiques ou par des entreprises publiques. Toutefois, le « plan câble » n'a jamais prétendu offrir un service public « gratuit » à l'instar de la télédiffusion, mais bien une offre payante « d'intérêt général ». À cette période, les réseaux câblés, dont la construction a été principalement financée par les abonnés au téléphone français, n'ont pu satisfaire qu'une portion réduite de la population nationale, soit à peine 3 % des foyers.

#### Stratégie commerciale offensive contre le satellite
Au cours de son développement, le réseau câblé a dû affronter l'arrivée de médias concurrents parmi lesquels le lancement de la chaîne payante nationale Canal+ en 1984, des chaînes gratuites nationales TV6 et La Cinq en 1986, l'offre des satellites diffusant à la norme D2MAC en 1988 puis l'arrivée du satellite luxembourgeois Astra (satellite) à la fin de cette même année comprenant une série de chaînes gratuites.
Le 17 septembre 1993, la chaîne TNT Cartoon qui réunit deux programmes, l'un consacré au cinéma hollywoodien et une chaîne de dessins animés (Cartoon Network), est lancée sur le satellite Astra. Dès son lancement, TNT Cartoon diffuse en clair (sans nécessité de s'abonner) sur tout le territoire européen et notamment en langue française. Cette situation contrarie les câblo-opérateurs français ainsi que l'unique chaîne payante, Canal+, qui voient dans la stratégie de Ted Turner une concurrence déloyale. Cette stratégie est également critiquée par les médias français et fait réagir l'industrie du cinéma qui invoque l'exception culturelle française lors des renégociations du GATT.
Le Conseil supérieur de l'audiovisuel (CSA) tente alors, en 1993, d'interdire la diffusion de la chaîne TNT Cartoon par satellite sur le territoire français mais se heurte au droit européen qui en autorise la diffusion en clair par satellite sur toute l'Europe, depuis Londres.
Face au succès du satellite gratuit et la croissance de ce marché les câblo-opérateurs français demandent finalement au CSA de revoir sa décision et de les autoriser à diffuser TNT Cartoon sur leurs réseaux.
En 1995, Hervé Bourges, président du CSA, propose à ses homologues européens la création d'un organisme commun, afin, d'une part, d'accompagner le développement des réseaux multimédia (Internet)  et, d'autre part, de réglementer la diffusion des chaînes qui émettent depuis l'étranger. Cette proposition débouchera sur la directive Services de médias audiovisuels (SMA), puis, en 2014, sur la création, par la Commission européenne, d'un groupe de régulateurs audiovisuels des différents états membres.

#### Télédistribution de chaînes payantes
Régulièrement mise à jour, la liste des chaînes diffusées par Numericable comprend à la fois les chaînes nationales, locales et internationales ainsi que des programmes thématiques (cinéma, sport, jeunesse, fiction, divertissement, information, découverte…). À la différence de la télévision par satellite et de la télévision numérique terrestre, il n'existe pas de chaînes « gratuites » (librement recevables sans aucun abonnement) sur le réseau Numericable, tant en distribution individuelle que collective. En revanche, il est possible de choisir une offre payante sans télévision, mais conformément à la réglementation française, elle doit obligatoirement comprendre la reprise intégrale des signaux de la télévision numérique terrestre, tant SDTV que HDTV. En contrepartie de cette obligation le régulateur l'autorise à bénéficier du statut d'opérateur en fibre optique à très haut débit.
En 2012 selon la revue française 01Net, Numericable tente de démontrer que le câble coaxial devant la fibre optique reste légitime commercialement en Europe pour l'THD (très haut débit).

#### Télévision par câble: prises de contrôle
Le 6 juin 1985, le groupe Lyonnaise des eaux crée la société « Paris Câble » (future Lyonnaise Câble, Noos et Numericable). Le 26 janvier 1986, la Lyonnaise des eaux crée le groupe Lyonnaise Communications, dirigé par Patrick Lefort, ainsi qu'un pôle d’activités câble appelé « Lyonnaise Câble » dont la vocation consiste à constituer et exploiter un réseau multivilles, à travers une infrastructure technique nationale.
Officiellement lancé le 25 novembre 1986, le « Plan Câble », élaboré sur un cahier des charges national établi par les pouvoirs publics, marque l'ouverture commerciale des réseaux câblés à Paris. En 1996, seize opérateurs régionaux fusionnent confortant le réseau Lyonnaise Communications pour son développement dans le domaine de la télévision par câble.
En 1998, la ville de Paris cède sa participation dans la société « Paris TV Câble » à Lyonnaise Câble, pour exploiter commercialement le réseau parisien. À la même période, le réseau commence sa conversion au numérique en exploitant progressivement la norme DVB-C, tout en conservant un bouquet de base analogique au standard SÉCAM jusqu'en 2012.

#### De Lyonnaise Câble à Noos
En mai 2000, « Noos » devient la marque commerciale de Lyonnaise Communications. Cette dénomination entame le début d'harmonisation des réseaux de la Lyonnaise. En octobre 2000 Noos remporte le contrat du Sipperec pour l'exploitation de la télévision par câble de trente-huit communes de Paris et de la région parisienne ; la première étape consistant à réaliser l'infrastructure de ces réseaux. Poursuivant sa stratégie d'expansion nationale, Noos prend le contrôle des actifs de la filiale de télévision par câble française du groupe NTL en novembre 2001.
À cette période, trois principaux câblo-opérateurs nationaux subsistent encore : France Télécom, NC Numericable et Noos. Mais les services proposés par le câble commencent à être déclinés en différentes offres complémentaires à la télévision : accès à Internet, VOD et ultérieurement, la téléphonie. D'autres réseaux communaux ou locaux poursuivent également leur exploitation mais ils sont de moins en moins nombreux à subsister au début des années 2000.

### Haut débit et diversification commerciale
Au mois de mars 2002, Noos annonce avoir atteint 100 000 abonnés à l'Internet haut débit. Confronté à de lourdes pertes, l'opérateur Noos déclare avoir rétabli l'équilibre financier en décembre 2003. La maison-mère de Noos, le groupe Suez, se déploie au niveau international en mars 2004 avec la signature d'un accord de vente avec le groupe UGC Europe (United Global Communication) qui commercialise les réseaux étrangers Chello et UPC (United Pan-Europe Communications).
En avril 2005, le groupe Suez se désengage de l'opérateur Noos (Lyonnaise Communications) et cède 100 % de ses parts à UGC, qui fusionne en juin 2005 avec sa maison mère américaine pour devenir Liberty Global. Noos est alors détenu par UPC France, filiale de Liberty Global.
À partir de 2006, l'opérateur Noos est attaqué pour délit de vente forcée, défaut de service clientèle, refus de procéder au désabonnement de clients et diverses soustractions frauduleuses. Ces événements sont engendrés par une série de dysfonctionnements commerciaux et techniques liés à la profonde réorganisation que connaît alors le secteur des télécommunications, marqué par le rapprochement entre les opérateurs.
En juin 2006, le groupe Altice et le fonds d'investissement britannique Cinven, à travers leur holding commune Ypso, acquiert UPC France quelques mois après l'acquisition de Numericable. Dès lors, une fusion des marques « Semnet », France Télécom Câble, TDF Câble et « NC Numericable » est exploitée. Avant cette fusion, Numericable est considéré comme deuxième câblo-opérateur français, en ce qui concerne le nombre de prises raccordées. Le groupe Numericable est lui-même issu de la fusion précédente des opérateurs France Télécom Câble et NC Numericable en 2005, après le rachat de NC Numericable par Altice (Ypso) à sa maison-mère, le groupe Canal+.
En octobre 2006, UPC-Noos et Numericable communiquent désormais avec la marque unifiée « Numericable Noos ».

### Fibre optique et diversification
Après l'abandon, à partir du milieu des années 1980, du premier plan de déploiement de la fibre optique en France par l'ensemble des câblo-opérateurs dont Numericable acquiert les réseaux et les droits d'exploitation, le câblo-opérateur annonce en mars 2007 après une procédure judiciaire de la DGCCRF concernant Noos, son objectif stratégique : raccorder à son réseau fibre optique « 7,5 millions de foyers à la fin 2009 ».
Un an après la fusion des câblo-opérateurs Noos et Numericable, la marque Noos disparaît au profit de la seule dénomination « Numericable », le 12 juillet 2007. Un nouveau logo est adopté et une campagne publicitaire démarre en août 2007. Techniquement, l'ensemble du réseau câble français est alors sous une seule et même dénomination,.
En août 2007, « Numericable » devient la marque unique rassemblant les anciens réseaux France Télécom Câble, NC Numericable, TDF Câble, UPC et Noos. Estvideo.com devient « Estvideo Numericable » dans la région d'Alsace et conserve son offre spécifique. En septembre 2007, l'opérateur Completel devient société sœur de Numericable : la holding de Completel (Altice B2B) est détenue par les mêmes actionnaires que la société holding de Numericable (YPSO). Le 23 mai 2008 Numericable lance sa première offre de téléphonie mobile ; la société devient ainsi MVNO, opérateur de téléphonie mobile virtuel. En tant que MVNO, l'entreprise ne détenait aucun réseau national de téléphonie mobile et exploitait celui de Bouygues Telecom, puis celui de SFR. Le 10 juin 2008, grâce au réseau Completel, Numericable renouvelle ses offres xDSL et xDSL-câble.
Dans le même temps, le 5 novembre 2007, Numericable lance la commercialisation de son offre triple play (internet jusqu’à 100 Mbit/s+TV+téléphone illimité vers France et 45 destinations internationales),.
Numericable annonce souhaiter investir « 250 millions d’euros par an » dans la fibre optique en 2007. Avec « 10 000 raccordements par jour » annoncés, l’opérateur souhaite disposer d'une avance dans le déploiement de la fibre optique par rapport à ses concurrents qui exploitent le réseau téléphonique filaire, en remplaçant l'ancienne infrastructure de son réseau (câble coaxial), à condition toutefois, de réaliser les travaux nécessaires à cette réhabilitation. Il faut noter que la technologie choisie par l'opérateur n'est pas totalement en FTTH fibre optique de bout en bout mais plutôt la formule mixte FTTLA qui conserve l'ancien réseau coaxial jusqu'à la prise abonné.
Numericable propose grâce à la technologie DOCSIS, une offre de transmission vidéo à haute définition « par le câble et/ou la fibre optique, permettant de dédier un débit spécifique à la diffusion des chaînes » , à la différence de l'xDSL qui utilise le réseau téléphonique.
En 2009, Numericable distribue 17 chaînes Haute Définition, dont le signal provient principalement de la télédiffusion terrestre ou par satellite. Grâce à cette rénovation et en ajoutant le modem compatible, l'opérateur déclare qu'un abonné peut être en mesure d'accéder à Internet jusqu'à 200 Mbit/s, aux chaînes TV en HD sur un nombre théoriquement illimité de téléviseurs, à condition d'équiper chaque écran d'un terminal câble, le service de vidéo à la demande ainsi qu'à un forfait de téléphonie « illimitée ».
En mars 2010, l'opérateur évalue à 4,5 millions le nombre de foyers éligibles pouvant potentiellement souscrire à un accès en fibre optique à terminaison coaxiale (FTTLA).
En septembre 2012, Numericable annonce lors d’une conférence de presse ses nouveaux objectifs de raccordement et d’investissement dans la fibre optique : un investissement de 200 millions d’euros par an pour arriver à 6 millions de foyers raccordables en 2014 et un million d'abonnés. Lors de cette même conférence, Numericable annonce maintenir sa position de premier opérateur français dans la fibre optique pour ce qui est du nombre d'abonnés, avec 532 000 abonnés en juin 2012 (Orange a 120 000 abonnés à la même date) et pour le nombre de foyers raccordables avec 4,6 millions. Numericable se fixe alors l’objectif d’atteindre un million d’abonnés en 2014.
Numericable dévoile ses investissements effectués dans le déploiement de son réseau fibre optique et la modernisation de son réseau câble datant des années 1980 : 1 milliard d’euros entre 2006 et 2011.
L'opérateur entend également intervenir dans le secteur des services cloud professionnels à très haut débit, destinés aux entreprises, par le biais de la société Completel. Pour cette activité, en février 2014, l'opérateur annonce un partenariat avec IBM dans le cadre du développement d'une offre Infrastructure-as-a-Service (IaaS, Infrastructure comme un service).

### Services complémentaires
Dans sa stratégie concurrentielle face à ses adversaires comme les FAI, Numericable déploie une série de services, de technologies et d'accords commerciaux visant à consolider sa position d'opérateur télévision et Internet. Ainsi, le 18 juin 2008, Numericable lance un portail personnalisable baptisé « My Numericable ». En octobre 2008 Numericable signe un partenariat de distribution commerciale avec l'enseigne de distribution Darty, pour lancer une offre en fibre optique ; toutefois, Darty arrête cette activité en 2012 en la revendant à Bouygues Telecom.
En février 2009, l'opérateur lance « NumeriSpace », service de télévision personnalisable, disponible sur une chaîne dédiée et par Internet. Achevant l'harmonisation nationale de sa stratégie, le 1er juillet 2009, la marque Estvidéo disparaît et est remplacée par le sigle « Numericable ».
En janvier 2010, selon les résultats provisoires de l'observatoire du haut et du très haut débit de l'Arcep, 195 000 des 255 000 abonnements à très haut débit en France sont opérés par Numericable par la technologie de fibre optique hybride avec une terminaison en câble coaxial (FTTLA).
En septembre 2010, Numericable débute la diffusion d'un canal expérimental de télévision en 3D stéréoscopique. À l’automne 2010, l'opérateur annonce le lancement d'une plateforme de vidéo à la demande en stéréoscopie 3D HDTV diffusant des contenus sportifs et des films, sous le titre « Ma Chaîne 3D ». En 2013, Numericable inaugure ses services multi-écrans et propose à ses abonnés TV Mobile, une application permettant de regarder simultanément les chaînes Numericable depuis un smartphone ou une tablette.

### Acquisition de SFR
En mars 2014, Numericable et sa maison mère Altice font une proposition de rachat de l'opérateur de télécommunications français SFR détenue par Vivendi, tout comme Bouygues Telecom. Le Groupe Vivendi décide d'entrer en négociations exclusives avec Numericable le 14 mars 2014. Le 5 avril 2014, le groupe Altice est choisi par Vivendi pour la vente de SFR face à Bouygues Telecom.
En avril 2014, Patrick Drahi, le patron d’Altice Europe (société mère de Numericable), annonce que le nouvel ensemble Numericable-SFR adoptera la marque SFR « car c’est une marque très forte en France et SFR a actuellement 28,6 millions d'abonnés contre 1,7 pour Numericable. Il serait donc plus juste d'utiliser la marque SFR pour ne pas trop brusquer tous nos clients ».

## Organisation

### Dirigeants
- de 1989 à 2001 : Patrick Lefort
- de novembre 2001 à février 2005 : Patrick Leleu
- de mars 2005 à août 2008 : Philippe Besnier
- de septembre 2008 à décembre 2010 : Pierre Danon
- depuis décembre 2010 : Eric Denoyer

### Capital et actionnariat historiques
Numericable SAS et NC Numericable SA ont été des filiales à 100 % du groupe Ypso.
En décembre 2007, Carlyle et Cinven signent un accord visant à la vente d'actions dans l'ensemble Ypso. Alors que ces derniers détiennent chacun jusqu'en 2014 37,47 % des parts de Numericable, le fonds d'investissement Altice Europe monte au capital de l'entreprise répartis comme suite : Altice : 40 %, Carlyle : 21,30 %, Cinven 13,30 %.
En novembre 2014 après l'acquisition de SFR par Numericable, le capital est réparti entre Altice Europe 60 %, Vivendi 20 %, et 20 % en flottant à la bourse de Paris.
En 2015, Numericable n'est plus cotée à la bourse mais fait partie intégrante du groupe Numericable-SFR.

### La Box de Numericable
Numericable annonce le 10 janvier 2012 un futur lancement de la « Box by Numericable », terminal multimédias, récepteur et modem. Selon l'opérateur, cette box permet l'accès à 300 chaînes thématiques, à Internet ainsi que la possibilité d'émettre de manière illimitée des appels vers les téléphones fixes et mobiles en France et vers plusieurs destinations à l'international,. À condition de bénéficier de l'accès du logement aux réseaux à très haut débit, la box permet une connexion jusqu'à 200 Mbits par seconde. Parmi les offres payantes optionnelles ou comprises dans l'abonnement, la box permet de bénéficier de différents services de vidéo à la demande (VOD) et de plusieurs applications de « réseau social télévisuel », telles que la communication Twitter synchronisée avec certaines émissions.
En juin 2013, la Box intègre l'offre payante « Pass Cinema » qui procure aux abonnés, l'accès à douze chaînes thématiques.
En 2014, le câblo-opérateur ajoute deux nouvelles fonctionnalités à ses offres Internet : « Videoshot TV » et « Restart ». Le service Videoshot TV permet aux abonnés, de partager un extrait de quinze secondes du programme de leur choix sur le réseau social Facebook. Sur le principe de la télévision de rattrapage, le service Restart permet de reprendre depuis le début, une émission de télévision alors qu'elle a déjà commencé.

### Abonnement pour les mobiles
Numericable se lance en tant qu'opérateur de réseau mobile virtuel à compter du 16 mai 2011, avec l'aide du réseau de Bouygues Telecom et commercialise trois offres d'abonnement pour les mobiles avec une notion d'illimité (à 14 heures maximum par mois) distincte de celles de ses concurrents.
Alors que la concurrence se développe, Numericable lance un forfait mobile « illimité » 19,99 euros par mois le 23 janvier 2012, ce qui lui permet de s'aligner sur la baisse générale des prix des abonnements de l'ensemble du secteur. Le 1er avril 2012 puis le 1er octobre 2012, Numericable décide d'augmenter le prix de ses abonnements de 2 euros par mois à deux reprises sur tous ses tarifs, laissant en contrepartie à ses abonnés la possibilité de rompre leurs engagements s'ils n'acceptaient pas les nouveaux tarifs.
À compter du 5 novembre 2012, son partenaire Auchan cesse de commercialiser ses offres Internet en marque blanche via le réseau de Numericable, mais reste en contrat MVNO pour les mobiles.
En février 2014, alors que Numericable dispose du réseau de téléphonie mobile de SFR, l'opérateur lance une offre d'accès aux réseaux mobiles 4G LTE sur ce même réseau,.

## Réseaux

### Réseau national
En 2009, Numericable contrôle la quasi-totalité des réseaux câblés de France, ce qui représente « 9,5 millions de logements » potentiels (prises raccordées) soit près de 32 % des foyers français, avec 3,5 millions d'abonnés à la télévision, 1 037 000 pour Internet et 753 000 pour la téléphonie.
Le câblo-opérateur compte, en juin 2012, 532 000 abonnés au très haut débit en technologie hybride fibre coaxial (un réseau combinant fibre optique et câble coaxial) (marques blanches comprises) et 4,6 millions de foyers raccordés. Le 8 novembre 2012 Numericable dévoile dans un communiqué de presse avoir 585 000 abonnés.
En novembre 2012, Numericable annonce détenir 1,587 million d’abonnés au total (+0,5 %). Le 29 novembre 2012, l'Arcep publie ses chiffres pour le troisième trimestre 2012 et confirme la position de Numericable qui détient, fin septembre 2012, 70 % des abonnements très haut débit avec un débit supérieur ou égal à 100 Mb/s (70 % du nombre d'abonnés français disposant de ce débit) et 650 000 abonnés disposant d'un débit compris entre 30 et 100 Mb/s. Pour ses résultats publiés en mai 2013, Numericable annonce avoir recruté davantage d'abonnés que l'année précédente, ceci en incluant les résultats de La Box Fibre lancée en partenariat avec Bouygues Télécom,.
Le 5 septembre 2013, l’Arcep publie son Observatoire des marchés des communications électroniques pour le deuxième trimestre 2013 et confirme que Numericable détient alors 75 % des abonnés très haut débit en France.
Fin 2014, à la suite du rachat de la filiale Télécom du Groupe Vivendi, l'ensemble SFR-Numéricable est le no 2 du très haut débit en France avec 6 millions de foyers fibrés et 1,3 million de clients très haut débit, avec en décembre 2014 l'ouverture de le fibre optique à 500 000 foyers parisiens

### Réseau international
La société Numericable est aussi présente au Portugal (voir article Cabovisão). Précédemment en Belgique et au Luxembourg, la société Numericable Belux est redevenue indépendante du groupe français qui l'a cédée à un tour de table rassemblant Deficom Telecom (société formée par le groupe Altice et le groupe belge Deficom Group) ainsi que le fonds d'investissement Apax Partners.

## Résultats financiers et introduction en bourse
Le 23 juillet 2011, Numericable lance un projet de refinancement de sa dette s'élevant à 2,34 milliards d'euros.
Après deux années sans publication de ces données, Numericable rend publics ses résultats financiers le 7 mars 2012 et dévoile un chiffre d’affaires en hausse de 2,1 % en 2011 à 865 millions d’euros. Une augmentation qui ne convainc pas l'ensemble de la presse financière,.
Le 15 février 2012, le câblo-opérateur lève 360 millions d'euros sur les marchés obligataires, ce qui lui permet de refinancer sa dette jusqu'en 2019 et d'améliorer sa note auprès des agences de notation; note qui passe de CCC+ à B pour Standard & Poor's et à B2 pour Moody's.
Lors de la conférence de presse du 12 avril 2012, Numericable annonce maintenir sa position de premier opérateur français dans la fibre optique en nombre d’abonnés, avec 532 000 abonnés en juin 2012 (Orange a 120 000 abonnés à la même date), ce nombre inclut les abonnés Bouygues Telecom et Darty qui utilisent le même réseau.
Numericable annonce le 19 septembre 2013 le lancement d'un processus juridique et financier visant à s'introduire en Bourse sur le marché réglementé de NYSE Euronext à Paris.
L'objectif affiché est de pouvoir disposer de nouvelles ressources financières pour pouvoir investir dans le développement de la fibre optique en France. Par ailleurs, certains spécialistes[Lesquels ?] suggèrent qu'il pourrait s'agir d'une stratégie visant à s'offrir la possibilité de se rapprocher, par acquisition éventuelle, d'un autre opérateur (il est souvent évoqué le rachat de SFR au groupe Vivendi), cela au moment où le marché des télécoms est en pleine restructuration. Cette introduction à la Bourse de Paris se déroule avec succès le 8 novembre 2013 ; la société est valorisée à 3,5 milliards d'euros le jour de l'introduction.
Dans son dossier de présentation pour son introduction en bourse enregistré par l’AMF, les comparatifs entre opérateurs publiés par Numericable sont remis en cause par Bouygues Télécom et Iliad-Free. Free décide d'aller devant les tribunaux. Le 22 novembre 2013, le juge s'accorde avec Numericable qui déclare que le prospectus a été réalisé « de bonne foi, sur la base des informations disponibles au moment de sa rédaction ».

## Classements
Les classements ou baromètres publiés par certains médias ou sites Web se basent sur des critères techniques théoriques mais ne tiennent pas compte de la réalité effective, concernant notamment la qualité de service observée par les abonnés. Si certains classements sont positif durant le début des années 2000 pour Numéricable, l'arrivée de la fibre optique et la dégradation progressive de la qualité de service de l'opérateur le placent dans une position souvent en bas de classement par rapport à ses concurrents, notamment dans des publications de référence comme Que Choisir ou 60 millions de consommateurs.
Jusqu'au milieu des années 2000, du fait de la nature de son infrastructure technologique qui n'exploite pas le réseau téléphonique filaire, mais principalement le câble coaxial et minoritairement la fibre optique, Numericable bénéficie d'avantages théoriques concernant le débit pour l'usager mais concernant la voie montante par rapport à la fibre optique de technologie FTTH, devient au contraire, un réseau plus restreint et moins performant.
En avril 2010 dans le classement relatif aux débits de Degrouptest, Numericable arrive en tête avec 24,25 Mb/s de débit moyen descendant, bénéficiant des performances techniques de son réseau de type coaxial.
En juillet 2010, au 16e baromètre des FAI de l’Internaute, Numericable obtient une moyenne de 13,2 / 20, dans les baromètres des FAI du Monde informatique et de Witbe.
En février 2012, Numericable est en première position du baromètre hebdomadaire des FAI d'ip-label publié par le site 01net dont les critères se basent sur le niveau perçu par le public pour « la disponibilité de la connexion, le confort de navigation et l'accessibilité Internet, la tenue du débit au travers du téléchargement d'un fichier ».
En juin 2013, l’Arcep publie son tableau de bord comparatif des indicateurs de qualité de service fixe qui évalue la qualité de service fixe des opérateurs, au premier trimestre 2013 conformément à six critères : délais de raccordement avec ou sans intervention, taux de pannes au cours des 30 premiers jours ou mensuels, délais de réparation et taux de défaillances réparées dans un délai de 48 heures. Numericable obtient la première position pour deux de ces critères.
En janvier 2014, l'Arcep met à jour ce tableau de bord comparatif des indicateurs de qualité de service fixe. Numericable se classe première dans plusieurs catégories avec les délais de raccordement sans intervention chez le client les plus courts, les taux de panne au cours des 30 premiers jours les moins nombreux et la meilleure qualité de la connexion de la parole.
Au contraire en 2015, Numericable subit la pire place du classement des opérateurs organisé par l'Afutt (Association française des utilisateurs de télécommunication)

## Affaires juridiques
Les associations « Miséricable »,, et « Les déçus du câble » déposent plainte le 2 février 2007 contre Noos,, comme les usagers Cable-info.net et Les-cables.fr en juillet 2008. La DGCCRF décidera alors de placer Noos « sous surveillance ». Cependant, après avoir observé « une diminution notable » des plaintes et des appels vers les hotlines et avoir « salué les efforts faits par la société dans la mobilisation de moyens nouveaux […] pour consolider une approche améliorée de la relation avec la clientèle », la DGCCRF lève son dispositif de surveillance de Numericable, début juillet 2007. En effet, à cette période, « la situation de crise observée en début d’année 2007 est en bonne partie résorbée ».
Le 15 septembre 2009, la société Numericable est condamnée par l'Arcep pour clauses abusives et illicites figurant dans les conditions générales de ventes pratiquées jusqu'en 2008 (Tribunal de grande instance de Paris 4e chambre, 1re section Jugement du 15 septembre 2009),,. Numericable est alors tenue d'annoncer cette condamnation à tous ses abonnés et confirmer la validation des nouvelles clauses par courrier électronique et publie le jugement de condamnation dans les quotidiens Le Monde, Le Figaro et Libération. La société doit également verser 30 000 euros de dommages-intérêts à l'association de consommateurs UFC-Que choisir à l'origine de la plainte. Numericable précise alors avoir fait appel de sa condamnation.
En mai 2011 et en février 2012, deux associations de consommateurs, 60 millions de consommateurs et l'UFC-Que choisir, pointent du doigt certaines clauses et mentions restrictives précisant la notion illimité dans les contrats de téléphonie mobile. Dix opérateurs français dont Numericable, mais également Free, Bouygues Telecom, SFR, Coriolis, La Poste Mobile, Prixtel, Sim+, Orange, Virgin Mobile et Zero forfait, sont accusés d'utiliser le terme « illimité » à tort pour décrire leurs forfaits dans lesquels les nombres d'appels et d'envois de SMS sont tous limités à un nombre de correspondants max sur le mois et/ou à une durée max par appel.
En juillet 2013, Numericable fait annuler une sanction de l'Arcep pour « non-respect d'une décision de règlement de différend » après que celle-ci a pris la décision de condamner le câblo-opérateur à verser une amende de 5 millions d'euros. Le Conseil constitutionnel approuve l'absence de séparation des pouvoirs au sein de l'Arcep et invalide les sanctions prises par celle-ci.